# Klaus Schlappner
Klaus Schlappner (Lampertheim, 22 maggio 1940) è un allenatore di calcio tedesco.

## Carriera
Ha guidato la nazionale cinese alla Coppa d'Asia 1992, arrivando al 3º posto.

## Palmarès

### Allenatore

#### Competizioni nazionali
- 2. Fußball-Bundesliga: 1

Waldhof Mannheim: 1982-1983
- China League One: 1

Chongqing Lifan: 1996